# 損蝕

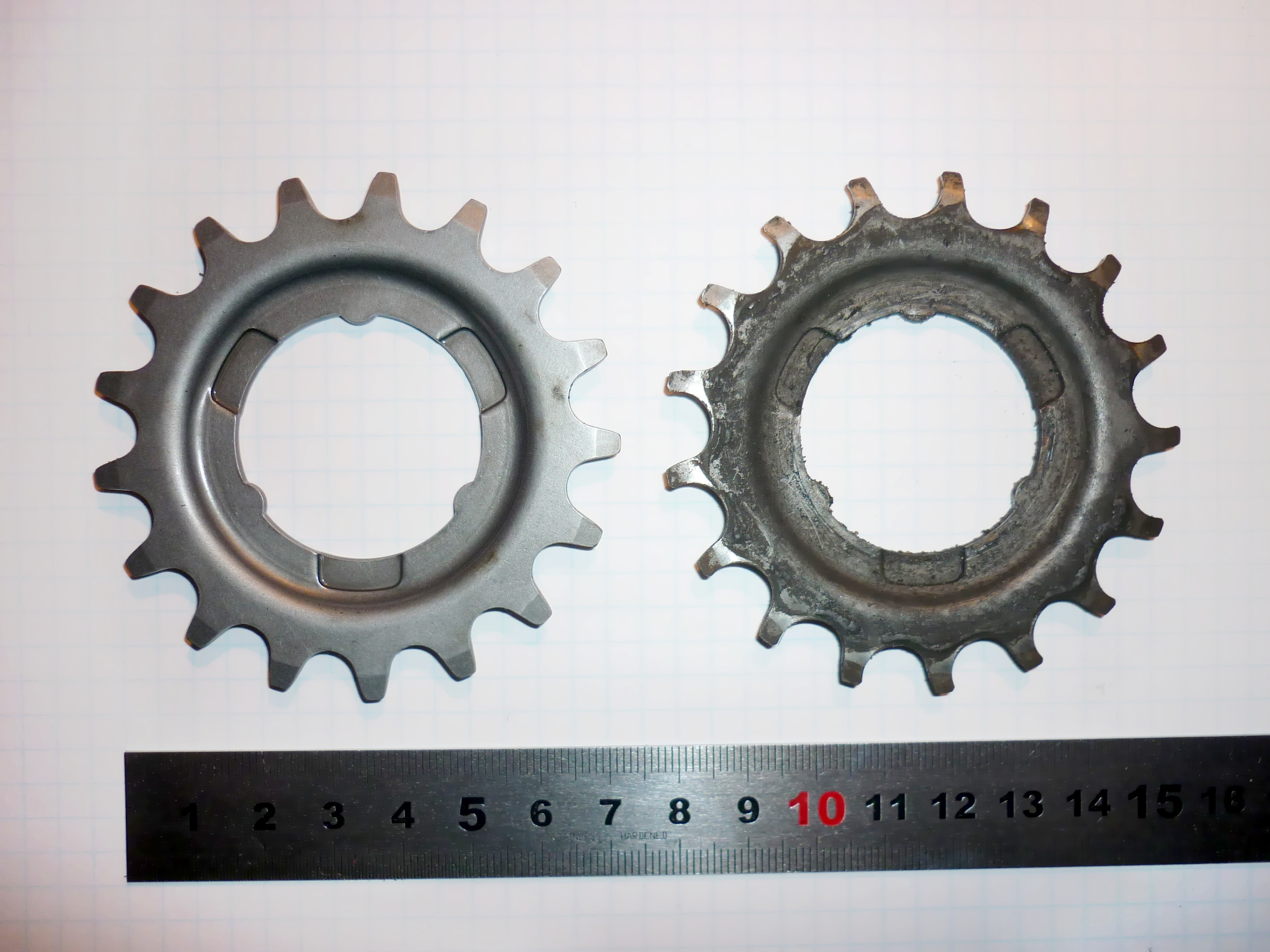
后(驱动的)自行车链轮。左：新的，表示没有磨损。 右：使用過的，在驱动的顺时针方向有明顯損壞。

損蝕是在固体表面的破坏，將材料逐步去除或是变形。 损蝕的原因分為机械性的損蝕（例如:侵蚀）或化学性的損蝕（例如:腐蚀）. 損蝕的研究和相关的过程被称为摩擦學。
機械元件的磨損以及疲勞和蠕變等其他過程會導致功能表面降解，最終導致材料失效或功能喪失。因此，損蝕具有很大的经济意義，就像约斯特*范代克岛的报告中的第一个概述。
金属的磨損通過表面和近表面材料的塑性位移以及形成磨損碎屑的顆粒分離而發生。粒子的尺寸可以從毫米到納米變化。  該過程可以通過與其他金屬，固體非金屬，流動液體，固體顆粒或夾帶在流動氣體中的液滴接觸而發生。
磨损率 受到多種因素影响，例如:加載(像:衝擊、静态、动态)、运动 (像:滑動,、滚动)，以及 温度。 根据摩擦系統，可以觀察不同的 損蝕类型 和 损蝕的机制。

## 損蝕的类型和机制
損蝕通常根據所謂的損蝕類型進行分類, 磨損類型會发生在隔离或复杂的相互作用中。常见的磨損類型包括：
- 粘附損蝕（Adhesive wear）
- 磨料損蝕（Abrasive wear）
- 表面疲劳（Surface fatigue）
- 微动磨损（Fretting wear）
- 沖蝕損蝕（Erosive wear）
- 腐蚀和氧化磨损（Corrosion and oxidation wear）